# Cyperus macrophyllus
Cyperus macrophyllus là loài thực vật có hoa trong họ Cói. Loài này được (Brongn.) Boeckeler mô tả khoa học đầu tiên năm 1870.